# Palace Springs
Palace Springs es un álbum en vivo de Hawkwind con dos temas adicionales de estudio, lanzado en 1991 por GWR.
El grueso del álbum es un extracto de un concierto en el Palace Theatre de Los Ángeles, del 10 de octubre de 1989, ya con la vocalista Bridget Wishart, mientras que las dos primeras canciones fueron grabadas en un estudio móvil.

## Lista de canciones
Lado A
1. "Back In The Box" (Hawkwind) – 6:21
2. "Treadmill" (Dave Brock) – 8:09
3. "Assault And Battery" [aparece como "Lives Of Great Men"] (Brock) – 3:26
4. "The Golden Void" [aparece como "Void Of Golden Light"] (Brock) – 6:51

Lado B
1. "Time We Left (This World Today)" (Brock) / "Heads" (Brock, Roger Neville-Neil) – 7:19
2. "Acid Test" [o "Dream Worker"] (Harvey Bainbridge) – 6:01
3. "Damnation Alley" (Robert Calvert, Brock, Simon House) – 7:15

## Personal
- Bridget Wishart: voz
- Dave Brock: guitarra, voz, teclados
- Harvey Bainbridge: teclados, voz
- Alan Davey: bajo, voz
- Simon House: violín
- Richard Chadwick: batería